# Lijst van rijksmonumenten in Ankeveen
De plaats Ankeveen telt 17 inschrijvingen in het rijksmonumentenregister. Hieronder een overzicht.
| Object | Oorspronkelijke functie?  | Bouwjaar                | Architect | Locatie                | Coördinaten?                 | Nr.?   | Afbeelding |
| --- | ------------------------- | ----------------------- | --------- | ---------------------- | ---------------------------- | ------ | --- |
| De Hollandse Molen / Hollandia                                                                                              | Industrie- en poldermolen | 1640                    |           | Loodijk 30             | 52° 16' 39" NB, 5° 6' 7" OL  | 17338  | Meer afbeeldingen |
| Witgepleisterd pand | Boerderij                 | waarschijnlijk 18e eeuw |           | Cannenburgerweg 11     | 52° 14' 59" NB, 5° 7' 12" OL | 17381  | Witgepleisterd pand |
| Landhuis met geblokte hoekpilasters, rechthoekig grondvlak                                                                  | Kasteel, buitenplaats     | 19e eeuw                |           | Cannenburgerweg 13     | 52° 15' 1" NB, 5° 7' 12" OL  | 17382  | Landhuis met geblokte hoekpilasters, rechthoekig grondvlak                                                                  |
| Gepleisterd dwarshuis onder zadeldak tussen puntgevels met hoekschoorstenen, waarop windkappen                              | Woonhuis                  | derde kwart 19e eeuw    |           | Hollands End 2         | 52° 16' 2" NB, 5° 5' 59" OL  | 17385  | Gepleisterd dwarshuis onder zadeldak tussen puntgevels met hoekschoorstenen, waarop windkappen                              |
| Gepleisterd pand onder met riet gedekt zadeldak, dat rechts aansluit tegen een puntgevel. Opkamer rechts                    | Woonhuis                  | 17e of 18e eeuw         |           | Hollands End 5         | 52° 16' 2" NB, 5° 5' 58" OL  | 17386  | Upload foto |
| Gepleisterde stenen theekoepel op vierkante plattegrond                                                                     | Bijgebouwen kastelen enz. | eerste helft 19e eeuw   |           | Hollands End bij 6     | 52° 16' 3" NB, 5° 6' 4" OL   | 17387  | Meer afbeeldingen |
| Gepleisterd dwarshuis onder rieten zadeldak tussen puntgevels. In de voorgevel vensters met luiken en negenruitsschuiframen | Woonhuis                  | 18e eeuw                |           | Hollands End 9         | 52° 16' 2" NB, 5° 5' 58" OL  | 17388  | Gepleisterd dwarshuis onder rieten zadeldak tussen puntgevels. In de voorgevel vensters met luiken en negenruitsschuiframen |
| Gepleisterd dwarshuis onder pannen zadeldak tussen puntgevels. Vensters met luiken in de voorgevel                          | Woonhuis                  | 18e of begin 19e eeuw   |           | Hollands End 13        | 52° 16' 3" NB, 5° 5' 59" OL  | 17389  | Gepleisterd dwarshuis onder pannen zadeldak tussen puntgevels. Vensters met luiken in de voorgevel                          |
| Het Rechthuis | Gerechtsgebouw            | 18e eeuw                |           | Stichts End 1          | 52° 16' 0" NB, 5° 5' 59" OL  | 17391  | Meer afbeeldingen |
| Tolhuis | Woonhuis                  | 18e eeuw                |           | Stichts End 4          | 52° 16' 2" NB, 5° 5' 57" OL  | 17392  | Meer afbeeldingen |
| Boerderij met dwars woonhuis, gepleisterd en onder pannen zadeldak                                                          | Boerderij                 | 17e of 18e eeuw         |           | Stichts End 20         | 52° 15' 56" NB, 5° 5' 53" OL | 17393  | Meer afbeeldingen |
| Berg en Vaart: hoofdgebouw                                                                                                  | Kasteel, buitenplaats     | 1779-1782               |           | Cannenburgerweg 15     | 52° 15' 2" NB, 5° 7' 12" OL  | 507032 | Meer afbeeldingen |
| Berg en Vaart: historische tuin- en parkaanleg                                                                              | Tuin, park en plantsoen   | 1779-1782               |           | Cannenburgerweg bij 17 | 52° 15' 3" NB, 5° 7' 10" OL  | 507034 | Upload foto |
| Berg en Vaart: koetshuis | Bijgebouwen kastelen enz. | 1700-1800               |           | Cannenburgerweg 17     | 52° 15' 3" NB, 5° 7' 11" OL  | 507035 | Upload foto |
| Berg en Vaart: toegangshek                                                                                                  | Erfscheiding              | 1800-1900               |           | Cannenburgerweg bij 17 | 52° 15' 3" NB, 5° 7' 13" OL  | 507036 | Meer afbeeldingen |
| Berg en Vaart: vaas | Tuin, park en plantsoen   | 1900-1950               |           | Cannenburgerweg bij 17 | 52° 15' 2" NB, 5° 7' 13" OL  | 507037 | Meer afbeeldingen |
| Berg en Vaart: koude bakken                                                                                                 | Bijgebouwen kastelen enz. | 1750-1800               |           | Cannenburgerweg bij 19 | 52° 15' 3" NB, 5° 7' 11" OL  | 507038 | Upload foto |
| Nieuwe Hollandse Waterlinie Cluster 3. Tankversperring.                                                                     | Versperring               |                         |           |                        | 52° 16' 42" NB, 5° 6' 7" OL  | 531335 | Nieuwe Hollandse Waterlinie Cluster 3. Tankversperring.                                                                     |